# Zadni Ornak

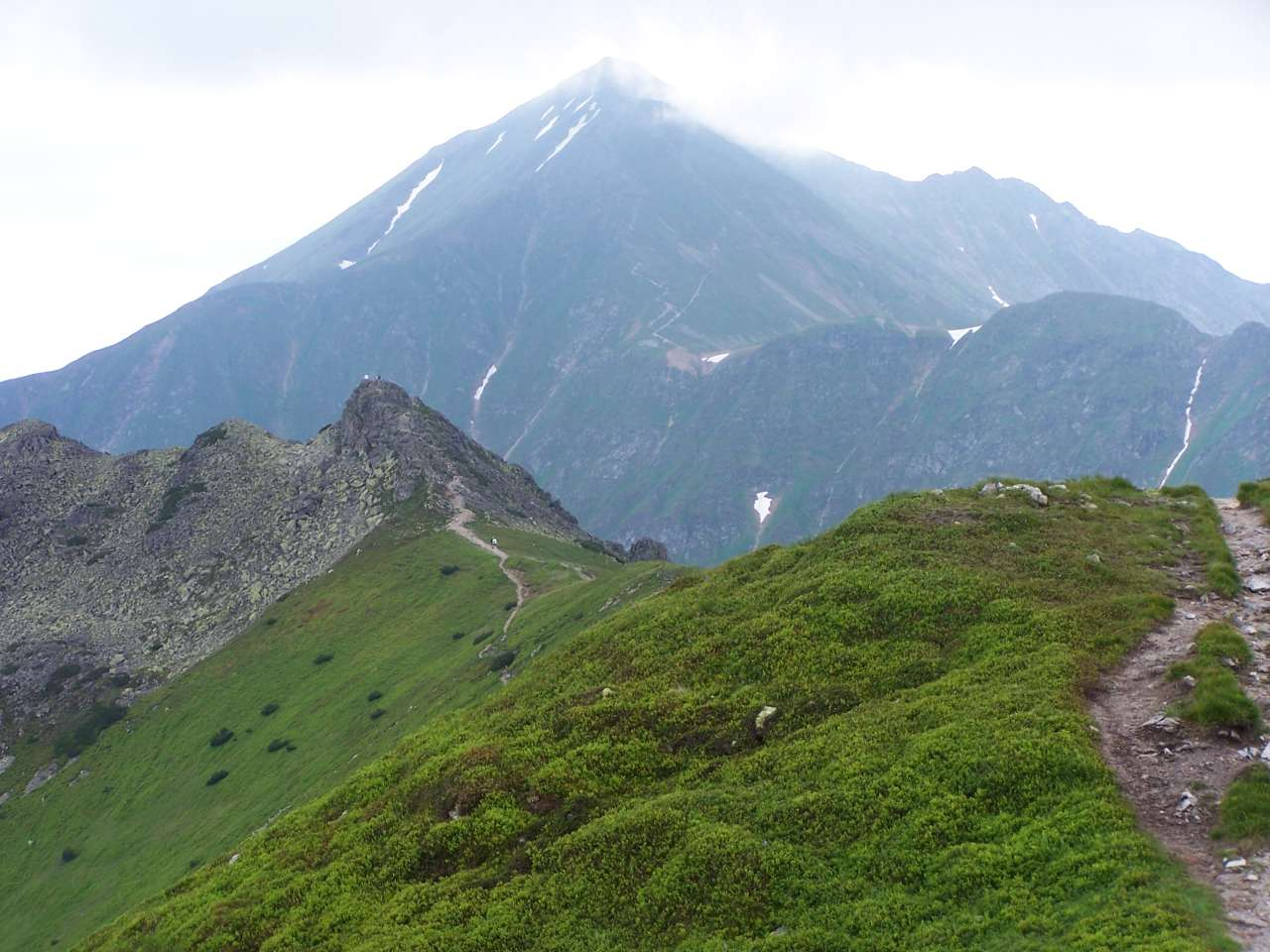
Zadni Ornak. W głębi Błyszcz

Zadni Ornak (1867 m) – najwyższy z kilku szczytów grzbietu górskiego Ornak w Tatrach Zachodnich, oddzielającego górną część Doliny Kościeliskiej (Dolinę Pyszniańską) od górnej części Doliny Chochołowskiej (Doliny Starorobociańskiej).
Długi grzbiet Ornaku ma cztery szczyty niewiele wznoszące się ponad główną grań. Są to, licząc od strony Iwaniackiej Przełęczy: Suchy Wierch Ornaczański (1832 m), Ornak (1854 m), Zadni Ornak i Kotłowa Czuba (1840 m). Pomiędzy Ornakiem i Zadnim Ornakiem znajduje się Ornaczańska Przełęcz (1795 m), od Kotłowej Czuby Zadni Ornak jest oddzielony Kotłowym Siodłem.
Odcinek grani na południe od Zadniego Ornaku jest pocięty na odcinku ok. 100 m rowami grzbietowymi. We wschodnim kierunku szczyt tworzy przedłużenie – mającą długość ok. 300 m grupę skał, tzw. Siwe Skały. Tworzą one drugi, nieco niższy wierzchołek Zadniego Ornaku. W kierunku północno-wschodnim od Siwych Skał do Doliny Pyszniańskiej opada grzbiet Jaworzynka tworzący orograficznie prawe obramowanie dla Ornaczańskiego Żlebu. Zachodnie stoki opadają niezbyt stromo do górnej części Doliny Starorobociańskiej.
Wierzchołek Zadniego Ornaku jest skalisty, niżej stoki porośnięte są murawą z sitem skuciną o czerwieniejących pędach. Obszar wierzchołkowy i obszar Siwych Skał to rumowisko skalne porośnięte jasnozielonymi i siwymi porostami. Jest to najbardziej skalisty obszar całego grzbietu Ornaku, który w większości jest trawiasty, tylko miejscami porośnięty kępkami kosodrzewiny. Dawniej były to tereny pasterskie Hali Ornak. Bogata gatunkowo flora. M.in. na grani rośnie tutaj turzyca tęga – bardzo rzadka roślina, w Polsce występująca tylko na kilku stanowiskach w Tatrach i Sudetach.

## Szlaki turystyczne
– zielony szlak biegnący z Iwaniackiej Przełęczy przez cały grzbiet Ornaku, Siwą Przełęcz i Siwe Turnie na przełęcz Liliowy Karb. Czas przejścia: 2:20 h, z powrotem 1:55 h.